# Strandza
Strandzha (búlgaro: Странджа, también transcrito como Strandja y Stranja; Turco: Yıldız Dağları o Istranca) es un macizo de las montañas del sudeste de Bulgaria y la parte europea de Turquía, al sudeste de los Balcanes entre los llanos de Tracia al oeste, las tierras bajas cerca de Burgas al norte y el Mar Negro al este.
Su pico más alto es Mahya Dağ (búlgaro: Махиада, Mahiada) (1031 m) en Turquía, mientras que el punto más alto en territorio búlgaro es Golyamo Gradishte (710 m). El área total del macizo es aproximadamente 10 000 kilómetros cuadrados

## Geografía y clima
El clima del área es influenciado considerablemente por el Mar Negro y es más o menos mediterráneo. Los ríos importantes en el área son el Veleka (147 kilómetros de largo) y el río Rezovska (112 kilómetros a lo largo de la frontera). El parque natural de Strandzha, establecido en 1995 en la parte búlgara de las montañas, es el área protegida más grande de Bulgaria, abarcando 1.161 kilómetros cuadrados constituyendo alrededor del 1% del territorio total del país.
En el parque se encuentra el 50% de la diversidad de flora de Bulgaria.

## Historia y cultura
Habitado por los Tracios en antigüedad, Strandza es un área con una concentración grande de ruinas de los santuarios de Tracios y los altares de sacrificios, los dolmens y otros objetos arqueológicos.
Las montañas fueron la zona de la sublevación búlgara de Preobrazhenie de 1903, que fueron aplastados por las tropas otomanas. La frontera Búlgaro-Turca actual en la región fue establecida después de las guerras balcánicas de 1912-1913, cuando la parte norteña de Strandza se convirtió en parte de Bulgaria.
Culturalmente, la parte búlgara de Strandza se conoce por su particular arquitectura, que se puede observar en Malko Tarnovo, Brashlyan y la mayoría de las otras aldeas, el rico folklore y los diferentes rituales , tales como "nestinarstvo" (bailar descalzo sobre carbones ardientes), conservando numerosos elementos paganos.